# 罗哈斯 (布尔戈斯省)
罗哈斯（西班牙語：Rojas），是西班牙卡斯蒂利亚-莱昂布尔戈斯省的一个市镇。总面积25平方公里，总人口97人（2001年），人口密度4人/平方公里。